# てんこもりシューティング
『てんこもりシューティング』（TENKOMORI SHOOTING）は、1998年に当時のナムコ（後のバンダイナムコアミューズメント）がリリースしたアーケード用のシューティングゲームである。

## 概要
「てんこもり」というタイトルの通り、全部で25種のシューティング要素を盛り込んだミニゲームで構成されており、主人公の猿が仲間を助けるため、魔女のいる塔に立ち向かうという内容となっている。それぞれ初級、中級、上級とあり、中級以上の屋上はボス戦（魔女がいるのは上級のみ）となる。初級は4階、中級は6階、上級は9階建て。「激ムズ」と表記された部屋がいくつかの階（初級：4階、中級：3階・6階、上級：3階・6階・9階）に存在し、通常よりかなり難度が高くなっている。
1階は好きなゲームを選択できるが、2階以降はランダムで3 - 4のゲームの扉が現れ、それのいずれかを選ぶ方式となっている。大抵そのうちの1つに前の階と同じゲームが登場するが、それを選ぶと通常より難度はかなり上がる。
お手つきは2回までで、3回ノルマ失敗でゲーム終了。1回ゲームのノルマを達成できないとそこでライフが1つ減っていき、次の階には進めない。しかし、1度ミスをすると難度は徐々に下がっていき、また選べるゲームの種類も変わることがある。
2人プレイも可能であり、共同で敵を倒したり、スコアを競い合ったりできる。また、ノルマの達成さえすれば、たとえ別プレイヤーが敵を倒したとしても、ゲームは成功となり、ミスにはならない（但し、個別でノルマが設けられているゲームではその限りではない）。

## ミニゲームの種類
ミニゲームはボス戦を除くと全部で26種あり、画面上では「連打系」と「狙い系」に大別されている。中には中級、上級にしか登場しないのもある。制限タイムが設けられており、それ以内に主題通りのノルマを達成しないといけない。純粋に弾を撃って敵機を撃墜するオーソドックスなスタイルから、キャラクターを動かして、標的を攻撃するアクション性の強いもの、また瞬時の状況判断力や頭脳を必要とするものまで幅広い。また、ある条件を満たすことでスペシャルボーナスがもらえ、それぞれのゲームの最高得点者が記録されていく方式となっている。
また、『ゼビウス』、『ギャラガ』、『ディグダグ』など同社の作品、あるいはその登場キャラクターをモチーフにしたパロディ的なゲームも存在する。

### 自機を操り、敵機を撃っていくもの
ヘリを操り戦車を○○台以上破壊せよ
ヘリコプターを操り、陸上のタンク（戦車）を次々に破壊していく。レベルが上がると敵の攻撃が厳しくなり、また、ノルマの台数が増加する。ちなみに敵のヘリコプターは破壊時に得点が入るもののノルマには無関係。
敵戦闘機を○○○機以上破壊せよ
戦闘機を操り、敵機を次々に撃墜していき、タイムが切れるまで撃墜した敵機の数を競う。残りタイムが少なくなるにつれて一層敵の攻撃は激しくなってくる。
敵（ギャラガ）を○○匹倒せ
同社の作品、『ギャラガ』のシステムをそのまま採用したゲーム。同作のチャレンジングステージのような内容で、敵は攻撃してこない。制限時間内であっても最後の編隊が画面から消えた時点で終了。レベルが上がるとノルマが増えるだけでなく、デュアルファイター（2機合体）がシングルファイター（1機だけ）になって自機の攻撃力も減少する。
敵兵を○○人以上倒せ
『タイムクライシス2』のパロディで、コンベアの後ろにいる敵兵をインベーダーゲームの要領で撃っていくもの。コンベアには荷物が載っかっており、味方、敵弾ともに防ぐ。
細胞を○○個以上分裂させよ
アメーバ状の敵キャラクターを撃っていき、どんどん分裂させていく。敵キャラは主人公の弾が当たると増殖していくと同時に、一緒に弾を放っていく。

### 自機を操り、アイテムを取っていくもの
パワーアップ勲章を○○個取れ
敵機を撃ち、放り出される勲章を制限時間以内に取っていく。レベルが上がると、勲章の数が増えていく。

### 自機を操り、ボスキャラを倒すもの
超巨大戦艦に○○○発打ち込み、撃破せよ
宇宙を舞台にしており、ボス級の敵機戦艦を撃破する。
巨大戦艦を3機撃破せよ
敵の戦艦が3機登場し、全部を破壊する。それぞれ赤、黄色、青があり、攻撃パターンが異なる。時間を追って順番に登場する。
アンドアジェネシスを破壊せよ
『ゼビウス』に登場した浮遊要塞、アンドアジェネシスを主人公のソルバルウを操り、地上弾（ブラスター）を打ち込み破壊するとノルマ達成。レベルが上がると、援護のザコキャラクターが強敵になる。操作ボタンが１つであることから、本来もう1つのボタンで発射する空中弾（ザッパー）も同時に発射されるようになっている。
怪獣の口を○○○発撃って倒せ
戦闘機を操り、カブトムシのような昆虫型の巨大怪獣と戦うゲーム。怪獣を倒すとクリア。怪獣は弾やレーザーを放ってくる。左右に移動することで怪獣の向きが（相対的に）変わるが、口以外の部分に撃ち込んでもダメージは与えられない。
トーテムポールを全滅させろ
3体のトーテムポールが主人公目がけて攻撃してくる。1体を破壊すると真下にある別の色のトーテムポールが攻撃を仕掛けてくる。攻撃のバリエーションは色によって異なる。
巨大戦車に○○○発撃ち込んで全滅させよ
砂漠を舞台に、カラフルな敵戦車を攻撃していく。赤と青の2台があり、攻撃パターンが異なる。

### アクション要素が強いもの
カラスを撃って米俵を守れ
猟銃を持った百姓を操り、米俵を盗もうとするカラスを撃っていき、時間内までに画面上にまで米俵を持って行かれなかったらノルマ成功。カラスは一羽だけでなく、複数で米俵を持っていこうとする場合もあり、数が多いほどスピードも上昇する。また、カラスのフンに当たると百姓は溶け、時間ロスとなる。また、カラスを撃つと普通は死ぬだけだが、たまに焼けた状態で百姓目掛けて落ちてくることもある。
ビルに○○発手榴弾を投げて破壊せよ
主人公の人間を操り、道路上の車を回避しながら手榴弾を投げて制限時間内に敵のビルを爆破する。道路上には普通乗用車、スポーツカー、タクシー、トラックに加え、時折パトカーが高速で突進してくる。一度撥ねられるとまた下から近付いていかねばならない。レベルが上がるとビルの耐性が上がり、道路が混雑してくる。
プーカァを○匹以上殺せ
『ディグダグ』のパロディ作品で、プーカァもそれに登場する敵キャラ。主人公のディグダグを操り、画面上を跳ね回るプーカァを銛で膨らませていく。一定以上膨らまさないと敵は割れず、またしばらく放っておくと元に戻る。敵に当たると時間ロスになり、ノルマ達成が難しくなる。
ゴキブリを全滅させよ
店長を操り、店内を動き回って闊歩するゴキブリの大群を退治していく。武器は殺虫剤で、正確に狙わないとゴキブリは死んでくれない。ゴキブリに当たるとしばらく動けなくなる。レベルが上がるとゴキブリの速度も上昇する。
注文通り寿司を○個撃て
寿司職人がお客の要求通り寿司を渡し、規定数以上食べさせる。職人は皿を持っており、それがコンベア上の寿司に当たると、はじき飛ばされてお客の元に渡されるが、希望通りの寿司を渡さないとお客は怒り、皿を投げ飛ばしてくる。また、お客に皿を当てるとしばらく気絶する（その間、寿司を受け付けてくれない）。コンベアは二段になっており、奥の寿司を当てると得点が高い。レベルが上がるとコンベアの速度が上がり、ネタの種類も増える。
君のハートをマドンナに○○個ぶつけろ
主人公の青年を操り、ステージで踊っている女性にハートのビームをぶつけるというもの。規定数ぶつけると見事結ばれノルマ達成となるが、周りにはホスト、マッチョ、犬などが一緒に踊っており、誤って彼らに当たると主人公に抱きついてくる（ビームを当てていない場合はただの障害物となる）。抱きつかれると、しばらく身動きできなくなり、大幅な時間ロスとなる。
テッポウウオに○匹以上虫を食わせろ
水中のテッポウウオを操り、地上の草に止まっている虫を撃ち落とし、それを食べていく。撃ち落とされた虫は水中では沈むだけなので、その間いくら撃ち落としても構わないが、食べないとノルマに加算されない。テッポウウオの操作性はかなり癖がある。
算数の答えと同じ爆弾を○個以上壊せ
頭脳を必要とするゲームで、小学生の男の子が博士の問題通りの解を答えていく。画面上には数字の爆弾が動いており、正しい解の爆弾を破壊しないと流れ弾が男の子向かって飛んでくる。また、博士に当てると気絶し、しばらく問題を出してくれなくなる。レベルが上がると計算式が（小学校レベルの範囲で）複雑になっていくため、素早い暗算力が必要となる。
自分の色のリンゴを○○個以上壊せ
主人公の天使を操り、中央の木から無数に落ちてくる赤と青のリンゴを撃ち落としていく。天使は赤と青の二色があり、自分の色のリンゴを撃ち落とさないと減点（得点は入る）されてしまう。また、リンゴに当たると天使は墜落し、時間ロスとなる。

### タイミングが重視されるもの
ボム一発で虫を○○匹以上倒せ
主人公を操り、画面上にびっしり湧いてくる虫を一発のボムで倒すというもの。虫に当たった時点でボムは爆発し、爆発が始まった時点で虫は一斉に画面外に避難しようとする（自発的にボタンでボムを投下すれば虫に逃げられることはない）。なお、このゲームでは残り時間が少ないほど（＝粘れば粘るほど）高得点になる。
火山を噴火させてUFOを○○○機以上破壊せよ
火山を操り、頃合いを見計らって噴火させ、襲来するUFOを撃ち落とすというもの。火山のゲージは方向レバーをグルグル廻していく。ゲージが満タンに近いほど威力が高い。
よく狙って殿を倒せ
屋敷の奥で馬鹿踊りしている殿様を与えられた手裏剣で暗殺するというもの。手前には忍者が護衛をしており、レベルが上がるに連れてその数は増え、隙が少なくなる。また、護衛の忍者も手裏剣を放ってくる。手裏剣に余裕がある場合は護衛の忍者を討つこともできるが、レベルが高くなると与えられる手裏剣の数も減る。
花火を打ち上げて、UFOを○○機以上破壊せよ
花火職人を操り、画面上のUFOを撃ち落としていくというもの。花火は画面上に一発しか撃てないが、黄色のUFOを撃ち落とすと誘爆していき、一網打尽も可能。編隊で飛来しており、様々なパターンがあり、レベルが上がるといやらしい配置で飛んでくる。
ミサイルを戦闘機に当て、誘爆させて○○機以上破壊せよ
発射台を操り、画面上の戦闘機を誘爆させることによって規定数破壊していくというもの。ミサイルは弾数制限があり、撃ち尽くしたらタイムが残っていても終了。レベルが上がるとミサイルを放つタイミングが要求される。アタリのミサイルコマンドにゲーム性が似ている。

### ボス戦
ここではボスとの直接対決になり、主人公を左右に操作して上部のボスに弾を撃ち込んで倒すことになる。敵の攻撃に当たるとタイムロス。
○○○発以上撃ち込んで、ゴーレムを倒せ
中級ではボスキャラ、上級ではラスボスの前に登場する。弾幕、ビーム、レーザー、および両腕によるパンチで攻撃してくる。頭・右腕・左腕を全て破壊（順不同）しないと胴体にダメージを与えられない。各パーツの耐久力の合計が撃ち込むノルマになる。
○○○発以上撃ち込んで、魔女を倒せ
最終ボスキャラクター。上空から爆弾を落として攻撃してくる。ゴーレムほど攻撃は激しくないが制限時間が少ないため１回のミスが命取りになる。

### エンディング
『ギャラクシアン』の自機「ギャラクシップ」を操作し、スタッフクレジットの文字をひたすらショットで撃つことができる。撃ち込む毎に得点が入り、合計得点に加算される。一種のボーナス面。